# المدرسة الإيطالية الدولية ليوناردو دافنشي
المدرسة الإيطالية الدولية ليوناردو دافنشي ((بالإيطالية: Scuola Internazionale Italiana Paritaria "Leonardo da Vinci")‏) هي مدرسة إيطالية خاصة تقع في القاهرة، مصر.

## الروابط الخارجية
1. ↑  "Home نسخة محفوظة 4 مارس 2016 على موقع واي باك مشين. " (). International Italian School "Leonardo da Vinci". Retrieved on October 25, 2015. "Address: 26th of July Str. No. 40 - Boulac - Cairo - Egypt" - Address in Arabic نسخة محفوظة 16 سبتمبر 2015 على موقع واي باك مشين. : "العنوان: 40 شارع 26 يوليو - وسط البلد - القاهرة - جمهورية مصر العربية" "نسخة مؤرشفة". مؤرشف من الأصل في 2016-03-04. اطلع عليه بتاريخ 2015-12-07.{{استشهاد ويب}}:  صيانة الاستشهاد: BOT: original URL status unknown (link)

- International Italian School "Leonardo da Vinci"
- (بالإيطالية) International Italian School "Leonardo da Vinci"
- (بالعربية) International Italian School "Leonardo da Vinci"